# Effet Mössbauer
L'effet Mössbauer est lié à l'absorption et la ré-émission résonante d'un photon par le noyau d'un atome (transition nucléaire). Les lois de conservation de l'énergie et de l'impulsion imposent une modification de l'énergie (et donc de la fréquence) des photons réémis dans une direction différente de la direction incidente. Ce décalage en énergie traduit l'effet de recul de l'atome à l'absorption et à l'émission.
Cependant les noyaux atomiques ne sont généralement pas isolés (dans un cristal par exemple). La conservation de l'énergie-impulsion ne concerne plus alors le seul couple photon-noyau, mais l'ensemble photon-noyau-matrice. Ainsi dans un solide constitué d'atomes liés, le noyau résonnant est bloqué dans le réseau et son énergie de recul est alors transmise au cristal tout entier. Comme la masse du cristal est bien plus grande que la masse du noyau (dans un rapport de l'ordre du nombre d'Avogadro), la vitesse de recul du noyau est négligeable. Il y a alors une probabilité non nulle pour qu'un noyau émette ou absorbe un photon sans recul. Ceci constitue l'effet Mössbauer, découvert par Rudolf Ludwig Mössbauer. 
On a accès ainsi, en absorption et en émission, à une résonance sur la différence d'énergie entre les niveaux d'énergie de l'état fondamental et de l'état excité du noyau. Cet effet est utilisé en spectrométrie Mössbauer.